# Paris (Supertramp)
Denne side handler om et album af Supertramp. For andre betydninger, se Paris (flertydig).
Paris er det progressive rockband Supertramps første livealbum, udgivet i 1980.
Paris blev optaget på Supertramps Breakfast in America turné i november 1979 i Paris, Frankrig på Pavillonen, en lokalitet som tidligere var et slagteri.
Albummet indeholder næsten alle numre fra Crime of the Century (bortset fra If Everyone Was Listening), tre fra Crisis? What Crisis?, to fra Even in the Quietest Moments, tre fra Breakfast in America og et nyt nummer, You Started Laughing (oprindeligt B-siden til nummeret Lady fra Crisis? What Crisis?). Hele koncerten blev optaget, men sangene Give a Little Bit, Goodbye Stranger, Even in the Quietest Moments, Downstream, Just A Normal Day og Another Man's Woman blev fjernet fra albummet pga. begrænsninger i størrelse, da Paris var et dobbeltalbum.
Paris albummet skulle oprindeligt have heddet Roadworks.
Paris blev #8 på Billboard Pop Albums hitlisten i USA i slutningen af 1980 og vandt øjeblikkeligt guld. Liveversionen af Dreamer nåede Top 20 for singler i USA.
I juli 2006 blev de oprindelige masterindspilninger til albummet fundet i en lade som tilhørte bandets trommeslager Bob Siebenberg, sammen med videofilm som ikke har været set siden de blev optaget. Båndene blev sendt til Cups 'N Strings Studios i Santa Monica, Californien, hvor de skulle forbedres digitalt. Båndene var i dårlig stand, men det lykkedes at overføre dem. Videoen vil blive sendt til Peter Clifton, skaberen af Led Zeppelins koncertfilm The Song Remains the Same fra 1973, i New Zealand, for yderligere redigering.
Der er i øjeblikket ingen planer om en DVD-udgivelse, men muligheden er til stede siden dette er sjældne og aldrig før udgivede optagelser fra bandets absolutte succesperiode.
Der blev udgivet en digitalt forbedret version af albummet på CD 30. juli 2002.

## Spor
Alle sange er skrevet af Rick Davies og Roger Hodgson.
-- Disk 1 --
1. "School" – 5:41
  - Sang: Roger Hodgson
2. "Ain't Nobody But Me" – 5:24
  - Sang: Rick Davies
3. "The Logical Song" – 3:56
  - Sang: Roger Hodgson
4. "Bloody Well Right" – 7:23
  - Sang: Rick Davies
5. "Breakfast in America" – 2:57
  - Sang: Roger Hodgson
6. "You Started Laughing" – 4:02
  - Sang: Rick Davies
7. "Hide in Your Shell" – 6:54
  - Sang: Roger Hodgson
8. "From Now On" – 7:05
  - Sang: Rick Davies

-- Disk 2 --
1. "Dreamer" – 3:44
  - Sang: Roger Hodgson med Rick Davies
2. "Rudy" – 7:08
  - Sang: Rick Davies og Roger Hodgson
3. "A Soapbox Opera" – 4:51
  - Sang: Roger Hodgson
4. "Asylum" – 6:51
  - Sang: Rick Davies
5. "Take the Long Way Home" – 4:57
  - Sang: Roger Hodgson
6. "Fool's Overture" – 10:57
  - Sang: Roger Hodgson
7. "Two of Us" – 1:25
  - Sang: Roger Hodgson
8. "Crime of the Century" – 6:31
  - Sang: Rick Davies

## Medlemmer
- Rick Davies – keyboards, sang
- John Helliwell – saxofoner, træblæsere, keyboards, baggrundssang
- Roger Hodgson – guitarer, keyboards, sang
- Bob Siebenberg (som Bob C. Benberg) – trommer, slagtøj
- Dougie Thomson – bas, baggrundssang

## Hitlister
Album – Billboard (USA)
| År   | Hitliste   | Placering |
| ---- | ---------- | --------- |
| 1980 | Pop Albums | 8         |

Singler – Billboard (USA)
| År   | Single  | Hitliste    | Placering |
| ---- | ------- | ----------- | --------- |
| 1980 | Dreamer | Pop Singles | 15        |